# Glutaconyl-coenzyme A
La glutaconyl-coenzyme A, abrégée en glutaconyl-CoA, est le thioester de l'acide glutaconique avec la coenzyme A. C'est un intermédiaire du métabolisme de la leucine.
La glutaconyl-CoA peut être formée avec libération d'acétate H3C–COO− par action de la glutaconate-CoA transférase (EC 2.8.3.12) sur l'acétyl-CoA et le trans-glutaconate. C'est également un substrat de la glutaryl-CoA déshydrogénase (EC 1.3.99.7), qui convertit principalement la glutaryl-CoA en crotonyl-CoA.